# Fehérszárnyú sarkantyússármány
A fehérszárnyú sarkantyússármány (Calcarius pictus) a madarak osztályának verébalakúak (Passeriformes) rendjébe és a sarkantyússármány-félék (Calcariidae) családjába tartozó faj.

## Rendszerezése
A fajt William John Swainson brit ornitológus írta le 1832-ben, az Emberiza nembe Emberiza (Plectrophanes) picta néven.

## Előfordulása
Kanada és az Amerikai Egyesült Államok területén honos. Természetes élőhelyei az északi cserjések és tundrák, mérsékelt övi gyepek és cserjések, tavak környékén, valamint szántóföldek. Vonuló faj.

## Megjelenése
Testhossza 17 centiméter, testtömege 21-32 gramm.

## Természetvédelmi helyzete
Az elterjedési területe nagyon nagy, egyedszáma 75000 példány körüli. A Természetvédelmi Világszövetség Vörös listáján nem fenyegetett fajként szerepel.